# Société des Vingt

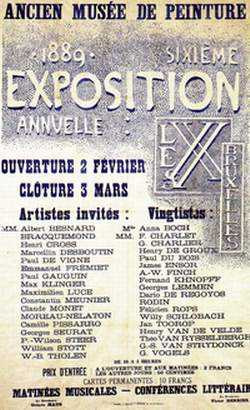
Anzeige für die 6. Ausstellung in Brüssel (1889)

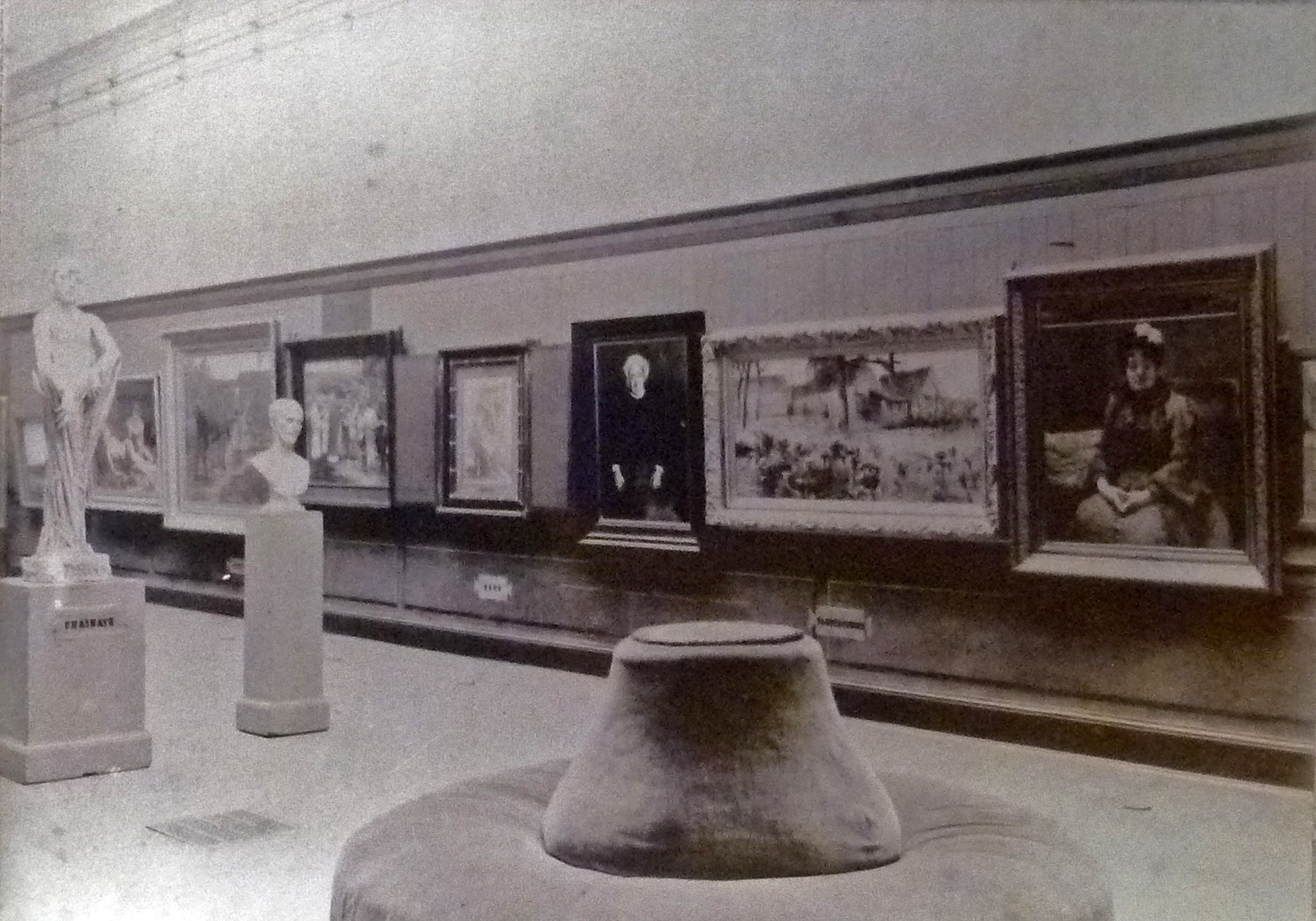
Ausstellung der Les XX im Jahr 1884

Die Société des Vingt, kurz Les XX oder Les Vingt, deutsch Die XX oder Die Zwanzig war eine am 28. Oktober 1883 gegründete Vereinigung von belgischen oder in Belgien lebenden Künstlern, darunter Fernand Khnopff, Théo van Rysselberghe, James Ensor, Rodolphe Wytsman und das Geschwisterpaar Anna und Eugène Boch.
Die Gruppe hatte keinen Vorsitzenden. Sekretär war der Rechtsanwalt Octave Maus. Seine Frau Madeleine Octave Maus (1874–1944) half ihm dabei und organisierte die Ausstellungen. Das Ziel der ‚Vingtisten‘ war, neue und unkonventionelle Kunst zu fördern. Neben Konzerten und Lesungen veranstaltete die Gruppe in Brüssel alljährlich eine Ausstellung, zu der die Mitglieder eine gleiche Anzahl weiterer Teilnehmer einluden. Dabei vertraten sie keine bestimmte ästhetische Theorie oder Tendenz, sondern standen allen innovativen Strömungen gleichermaßen offen gegenüber.
Das Verdienst der XX besteht darin, dass sie die Bedeutung einer ganzen Reihe richtungsweisender, später berühmter Künstler frühzeitig erkannten und diesen ein Forum boten. Zu den Gästen der ersten Ausstellung 1884 gehörten Auguste Rodin, John Singer Sargent und James McNeill Whistler. 1887 wurde unter anderem Georges Seurat eingeladen, außerdem Berthe Morisot und Camille Pissarro. Im Laufe des Herbstes 1888 wurde Henri de Toulouse-Lautrec, der noch nie zuvor an einer bedeutenden Ausstellung teilgenommen hatte sowie Henry van de Velde und Georges Lemmen (1865–1916) in die Gruppe aufgenommen. 1890 waren sechs Bilder von Vincent van Gogh zu sehen, dessen Gemälde Der rote Weinberg bei dieser Gelegenheit eine Käuferin fand. Es handelt sich um den einzigen dokumentierten Verkauf eines Bildes aus der reifen Schaffensperiode zu Lebzeiten des Malers.
Der von der Société des Vingt angeregte Austausch trug dazu bei, dass Brüssel sich in diesen Jahren zu einem bedeutenden Zentrum der Kunst der Moderne entwickelte.
Trotz des unschätzbaren Dienstes, den die Société des Vingt den neuen belgischen und ausländischen Kunstströmungen in der Malerei, der Skulptur, der Musik und in der Literatur geleistet hatte, löste sie sich nach zehn Jahren auf. Mit dem Vereinsvermögen von 50.000 Goldfranken wurde vom Sekretär, dem Kunstkritiker und Rechtsanwalt Octave Maus (1856–1919), der alljährliche stattfindende Salon unter dem neuen Namen ‘La Libre Esthétique’ ein Jahr später eröffnet. Octave Maus wählte sich selber zum alleinigen Verwaltungsdelegierten. Wegen des Ersten Weltkrieges musste der Salon 1914 schließen.